# 20 de agosto nos Jogos Olímpicos de Verão de 2016
20 de agosto de 2016 nos Jogos Olímpicos de Verão de 2016 será o décimo oitavo dia de competições.

## Esportes
| - Atletismo - Badminton - Basquetebol - Boxe - Canoagem - Ciclismo | - Futebol - Ginástica - Golfe - Handebol - Lutas - Pentatlo moderno | - Polo aquático - Saltos ornamentais - Taekwondo - Triatlo - Voleibol de praia |